# Alfred Ludwig (Indologe)
Alfred Ludwig (* 9. Oktober 1832 in Wien; † 12. Juni 1912 in Prag) war ein österreichischer Indologe.

## Leben
Nach dem Besuch des Akademischen Gymnasiums (Wien) (1844–1852) studierte Alfred Ludwig ab Oktober 1852 an der Universität Wien Klassische Philologie bei Hermann Bonitz und Sanskrit bei Anton Boller. Mit einem Stipendium des österreichischen Unterrichtsministers studierte er 1855–1857 an der Friedrich-Wilhelms-Universität zu Berlin, wo Albrecht Weber, August Boeckh und Moriz Haupt seine Lehrer waren. Im Oktober 1858 habilitierte er sich für Klassische Philologie in Wien. 1860 wurde er an der Universität Prag außerordentlicher Professor der Klassischen Philologie und der Vergleichenden Sprachenkunde, 1871 ordentlicher Professor.

## Schriften (Auswahl)
- Zur Kritik des Aeschylus. Eine Reihe von Abhandlungen. Wien 1860.
- Der Infinitiv im Veda mit einer Systematik des litauischen und slavischen Verbs. Prag 1871.
- Agglutination oder Adaptation? Eine sprachwissenschaftliche Streitfrage. Prag 1874.
- Der Rigveda oder die heiligen Hymnen der Brâhmana. Prag 1876.